# حضارة (حبيش)

تعديل مصدري - تعديل

حضارة محلة تابعة لقرية الاثلة، التابعة لعزلة بني شبيب بمديرية حبيش إحدى مديريات محافظة إب في الجمهورية اليمنية، بلغ تعداد سكانها 62 نسمة حسب تعداد اليمن لعام 2004.